# Andrei Corneencov
Andrei Corneencov (n. 1 aprilie 1982) este un fost fotbalist internațional din Republica Moldova.